# Gaston Rogé
Pour les articles homonymes, voir Rogé.
Gaston Rogé (Nancy, 28 novembre 1886 - Nancy, 22 septembre 1963) est le président-fondateur (1916-1944) de l'AMC, la principale association d'anciens combattants de la Première Guerre mondiale en Meurthe-et-Moselle, le président en 1920-1921 d'une fédération nationale d'anciens combattants, l'Union fédérale des mutilés et anciens combattants (Union fédérale ou UF), et un homme politique français de la IIIe République.

## Études et vie professionnelle
Issu d'une famille de commerçants, fils d'un épicier, il suit des études secondaires au lycée Loritz à Nancy. Diplômé de l'Ecole supérieure de commerce de Nancy (1903 à 1905), il devient représentant de commerce, président du syndicat des représentants d'alimentation en gros de Meurthe-et-Moselle dans l'entre-deux-guerres, président de la Caisse d'épargne de Nancy, et membre de la Chambre de commerce de Nancy.
Président de l'association des anciens élèves de l'Ecole supérieure de commerce de Nancy, il est élu en 1938 président de l'Union des anciens élèves des écoles supérieures de commerce.

## L'ancien combattant: président de l'A.M.C. de Meurthe-et-Moselle et de l'Union fédérale
Mobilisé en août 1914 au 26e R.I., il est blessé grièvement le 11 septembre 1914. Il est réformé avec pension en juin 1915 comme mutilé de guerre. Titulaire de la médaille militaire et de la croix de guerre avec palme, il est le fondateur en avril 1916 de l'Association des mutilés et anciens combattants de la Grande Guerre (A.M.C.), la plus ancienne et la plus puissante association d'anciens combattants de Meurthe-et-Moselle dans l'entre-deux-guerres,. Il la préside pendant toute l'entre-deux-guerres, et jusqu'en 1943 ou 1944. L'AMC dispose d'un périodique, Le Bulletin de l'AMC (1916-1918), qui devient en 1919 L'Ancien combattant, dans lequel Rogé publie des éditoriaux. L'association organise à Nancy les cérémonies du 11 novembre. Rogé préside aussi la Mutuelle-retraite de l'AMC.
L'AMC est affiliée à l'Union fédérale des mutilés et anciens combattants (UF), la fédération d'anciens combattants la plus importante en France dans l'entre-deux-guerres. Rogé a été un de ses fondateurs, parmi d'autres mutilés de guerre rentrés dans leurs foyers : il a participé à ses deux congrès fondateurs, celui de Paris le 11 novembre 1917 et celui de Lyon du 24 au 26 février 1918. Membre du comité provisoire, il est élu vice-président en 1918, puis président en 1920. Sous sa présidence, le congrès annuel de l'UF a lieu à Nancy. Du fait de son état de santé, il refuse en 1921 de demeurer président et est désigné président honoraire, et à ce titre reste membre du bureau de l'association. Il demeure actif au sein de l'Union fédérale. Il se fait l'historien des débuts de l'UF ; il présente ses fondateurs, décrit les discussions passionnées, souligne les oppositions internes, notamment entre Parisiens et provinciaux, rappelle son action en faveur d'une organisation départementale sur laquelle l'UF a été fondée, ainsi que ce qu'il nomme « l'attitude démagogique » de certains congressistes originels, ceux de l'Association républicaine des anciens combattants (marquée à gauche) notamment.
Il s'oppose en 1933 au Comité d'entente des anciens combattants de Meurthe-et-Moselle, dont ne fait pas partie l'AMC, dans le contexte de la campagne de protestation menée par les anciens combattants contre les projets financiers du gouvernement, lui reprochant de « faire de la politique ». Il s'est pourtant fait élire au Sénat l'année précédente. En 1936, l'AMC a voulu conserver son indépendance à l'égard des partis politiques et n'a pas souhaité se prononcer sur le Front populaire.
Sur le plan des relations franco-allemandes, l'Union fédérale avec Henri Pichot et René Cassin a ouvert des discussions avec des anciens combattants républicains allemands dès 1922. Rogé s'oppose en 1930 lors d'une réunion du comité fédéral à un autre leader de l'UF, Marcel Lehman, alarmé par le nationalisme allemand, qui demandait la fin des discussions entre anciens combattants des deux pays. Fin 1932, lors du congrès de Dijon de l'UF, Rogé est le seul à s'abstenir de voter pour une motion réclamant le renforcement de la SDN et le désarmement. À partir de l'accession d'Hitler au pouvoir en 1933, il appuie la position de l'UF et soutient encore le principe des discussions entre anciens combattants français et allemands alors que les partenaires allemands habituels de l'UF sont écartés par Hitler en avril 1933 et remplacés par d'autres. 
Mais il ne rejoint pas le Comité France-Allemagne, contrairement à Pichot ou d'autres cadres de l'UF. Lors de la remilitarisation de la Rhénanie en 1936, il déclare : « Le Reichsführer poursuivant la réalisation du programme qu'il a exposé dans Mein Kampf (...) vient de démontrer que les engagements solennellement et librement consentis ne l'embarrassent pas davantage que les prescriptions du diktat de Versailles et qu'il entend continuer à mettre l'Europe et le monde entier en présence du fait accompli ». Il ajoute une remarque qui tranche avec les illusions d'autres leaders de l'Union fédérale : « Son geste brutal ne nous a, ici, ni surpris, ni effrayés. Il ne nous a pas surpris parce que nous connaissons par l'expérience la mentalité allemande ; c'est d'ailleurs pourquoi, au risque d'être incompris et parfois critiqués par nos amis de l'Union fédérale et de la Confédération nationale [des anciens combattants], nous n'avons jamais accepté qu'avec de prudentes réserves l'idée de conversations avec nos camarades d'outre-Rhin ». Il demeure attaché à la doctrine de l'AMC : « être forts et causer » : « N'est-ce pas (...) toute la doctrine de l'AMC, qui, tout en reconnaissant l'intérêt et la nécessité de conversations et d'ententes internationales, a toujours placé au premier rang de ses préoccupations la sécurité et la défense nationales, se séparant ainsi des pacifistes trop ardents qui, jusqu'au 7 mars [1936 : remilitarisation de la Rhénanie] croyaient à la seule vertu des pactes pour assurer la paix du monde ». Il se montre cependant favorable aux accords de Munich, accusant les communistes d'avoir « le plus poussé à la guerre » et appelant à « restaurer l'autorité gouvernementale ». En mars 1939, il légitime encore ces accords, tout en reconnaissant qu'« aucune nation ne peut plus accorder la moindre créance à la parole de l'Allemagne ».

## Carrière politique

### Elu local et sénateur dans l'entre-deux-guerres
Élu conseiller municipal de Nancy en 1919, il est réélu en 1925. Il a critiqué le programme politique des gauches - alors au pouvoir - lors de la campagne electorale. Il est élu conseiller général du canton de Nancy-Sud en octobre 1928 et réélu en 1934 au premier tour.
Il est conseiller général  de l'Union républicaine et démocratique (URD) mais il est plus proche de Désiré Ferry, son ami, qu'il soutient lors des législatives de 1932, que de Louis Marin, dirigeant national de la Fédération républicaine. Il évolue vers le Parti démocrate populaire ; il est membre de la Fédération départementale de ce parti, fondée en 1924, et soutient publiquement aux législatives de 1932 le PDP Pierre Fisson contre le candidat sortant Édouard de Warren, membre de la Fédération républicaine et ami de Marin, alors en conflit ouvert avec le PDP.
Il est élu sénateur le 16 octobre 1932 au second tour et remplace Henri Michaut qui ne s'est pas représenté. Sa candidature a reçu l'appui de l'Union fédérale, en raison du nombre trop faible d'anciens combattants au Sénat et parce que les élections sénatoriales échappent « aux passions politiques qui agitent les élections législatives ». Il est présenté comme le « candidat symbolique de l'esprit combattant et de l'esprit de l'Union fédérale ». Il siège au groupe de l'Union républicaine (centre-droit). Il est avec Robert Thoumyre et Jean Taurines l'un des défenseurs du monde combattant au Sénat. Il se fait aussi le porte-parole des représentants de commerce, notamment lors de la discussion de leur statut en 1937.

Il se radicalise à partir de 1934. Il fustige dans un discours tenu à l'occasion de l'assemblée générale de l'A.M.C. « l'invasion des étrangers, des métèques, des heimatlos », responsable selon lui du triomphe de « la spéculation » et de « l'effondrement de la conscience professionnelle ». C'est que l'affaire Stavisky l'amène à tenir des discours plus radicaux : 

« Hélas le scandale dure depuis longtemps. rappelons-nous les mercantis du front, les pilleurs de cadavres, les exploiteurs des régions libérées. (...)) Le remède ? Revenons à la mentalité et aux méthodes de la guerre, à la justice implacable et expéditive d'alors. (...) Si une telle rigueur était employée à l'égard des fripons chéquards de l'affaire Stavisky, les braves gens de France auraient la certitude que la justice n'est pas seulement implacable avec les humbles. (...) Pour moi, mes camarades, (...) je me recueille, mais quand le moment sera venu d'agir, je ne le laisserai pas passer (...) contre toute cette racaille. »

 Le 11 février 1934, le conseil départemental de l'AMC annonce que l'association se solidarise avec les manifestants du 6 février de la fédération parisienne de l'Union nationale des combattants (UNC), l'autre grande fédération nationale d'anciens combattants, plus à droite que l'Union fédérale). Gaston Rogé déplore l'ordre du jour de l'Union fédérale se désolidarisant des manifestants anciens combattants  et refuse de les considérer comme des factieux. En 1934, aux cantonales, il est candidat « républicain d'union nationale » et s'oppose aux « tenants avoués ou occultes du Front commun (...) révolutionnaire »,. En 1936, Gaston Rogé se déclare à la fois adversaire du « bolchevisme destructeur et du conservatisme social aveugle ». Il ne cesse surtout de réclamer en tant que président de l'AMC la réconciliation des Français et la réforme de l'Etat (c'est-à-dire la modification des institutions républicaines dans un sens qui donnerait plus de stabilité au pouvoir exécutif), dénonçant les « luttes stériles et épuisantes ». Il est aux côtés de Louis Marin, Désiré Ferry et François Valentin pour la dernière réunion nancéienne qui clôt la campagne électorale, qu'il préside. En juillet 1936, il assiste avec d'autres parlementaires à un comice agricole à Nomeny, perturbé par des manifestants communistes. Il demande une sanction dans un courrier adressé au préfet contre leur meneur, un instituteur.

### Sous l'Occupation
Il vote le 10 juillet 1940 les pleins pouvoirs au maréchal Pétain. Il est nommé le 4 septembre 1941 conseiller municipal de Nancy par arrêté gouvernemental de Vichy, chargé de l'enseignement primaire et technique, et adjoint au maire Camille Schmitt.
C'est un partisan de la Collaboration franco-allemande. En juin 1941, alors qu'il vient d'être désigné président départemental de la Légion française des combattants, il demande aux anciens combattants d'apporter leur « concours à la Révolution nationale que poursuit le maréchal » et les prie d'accorder « une confiance absolue dans notre chef et de lui obéir sans hésitation ni murmure ». Car « lui seul et son gouvernement connaissent la véritable situation européenne et mondiale et peuvent par conséquent prendre des initiatives conformes à l'intérêt et à l'honneur de la France dont ils sont meilleurs juges que Winston Churchill, Franklin Roosevelt et de Gaulle, le général félon ». « Au surplus, ajoute-t-il, n'avons-nous pas toujours pensé - et affirmé - que le rapprochement franco-allemand était la condition indispensable à la paix européenne ? ». En juin 1942, il adresse une circulaire aux anciens combattants de Meurthe-et-Moselle. Il appelle à la « confiance dans notre chef le maréchal Pétain » et dans celle de Pierre Laval, « le meilleur de nos hommes politiques du temps présent ». Il s'y déclare favorable à « la politique de rapprochement franco-allemand » et affirme qu'il convient d'apporter à Laval « notre concours sans réserve ». En s'abstenant de toute critique, en « éclairant nos concitoyens trompés par la propagande étrangère » et en leur « démontrant que, ainsi que le président Laval l'a publiquement déclaré, un bon Français doit souhaiter la victoire de l'Allemagne sur le bolchevisme, qui demeure l'ennemi de la civilisation ». En facilitant enfin la Relève. Sa circulaire est imprimée, et diffusée par la radio et par plusieurs journaux. Il développe peu ou prou les mêmes arguments en octobre de la même année, contre « les porte-parole judéo-maçonniques de la radio anglo-américaine et bolchevique » : « Participer ou aider à la Relève, c'est approuver la politique de Montoire ». En aout, il vante les qualités de Laval et sa politique étrangère depuis 1935 dans Gringoire. Le 30 décembre 1942, il écrit à son ami Marcel Déat, chef d'un parti collaborationniste, le RNP, que « Laval devrait de toute urgence désigner 20 ou 25 préfets régionaux sûrs, actifs et convaincus et les charger, en dehors de toute activité administrative directe, de redresser l'opinion et d'épurer les administrations ; je lui ai également conseillé de se débarrasser des sous-Darlan qui encombrent encore son gouvernement ».
Il assiste à Nancy à des conférences de Jean Luchaire et de Philippe Henriot, et à une remise de fanions à des légionnaires lorrains de la Légion des volontaires français contre le bolchevisme par Fernand de Brinon . Il mène une campagne contre le préfet de Meurthe-et-Moselle Jean Schmidt; il met en cause son loyalisme à l'égard du chef du gouvernement. Ce préfet, qui a engagé sa responsabilité pour que Rogé ne soit pas désigné président du Conseil départemental (qui doit remplacer le Conseil général), est écarté en juillet 1943. Rogé démissionne toutefois du conseil municipal le 9 décembre 1943.
Sur le plan social, sous l'Occupation, Gaston Rogé préside en août 1940 à Nancy un comité du ravitaillement fondé par la municipalité et préside la section des VRP du comité général d'organisation du commerce.
Il est arrêté à la Libération de Nancy en 1944, et interné. René Cassin, ancien leader avant guerre de l'Union fédérale, intervient pour que ses conditions de détention tiennent compte de son état de santé. La Chambre civique de Meurthe-et-Moselle le condamne en novembre 1945 à l'indignité nationale à vie. Il est de ce fait exclu de l'ordre de la Légion d'honneur.

## Décorations
Gaston Rogé est rayé des matricules de l'Ordre national de la Légion d'honneur pour indignité nationale en 1945.
- Chevalier de la Légion d'honneur (10 novembre 1920)
- Officier de la Légion d'honneur (11 août 1930)
- Médaille militaire
- Croix de guerre 1914–1918
- Médaille de la Reconnaissance française, bronze (1919)
- Officier d'académie (1928)
- Officier de l'ordre du Ouissam alaouite